# ヘンリー・ピルゴス
ヘンリー・ピルゴス（Henry Pyrgos、1989年7月9日 - ）は、ユナイテッド・ラグビー・チャンピオンシップ、エディンバラ・ラグビーに所属するラグビーユニオン選手。

## プロフィール
- イングランド・ドーチェスター出身。
- ポジションはスクラムハーフ(SH)。
- 身長 178cm、体重 83kg
- U20スコットランド代表に選ばれたことがある[1]。
- スコットランド代表キャップ数は29(2022年12月現在)でラグビーワールドカップ2015・ラグビーワールドカップ2019のスコットランド代表に選ばれた[2]。

## 略歴
グラスゴー・ウォリアーズを経て、2018年、エディンバラに加入。